# Lidija Bačić
Lidija Bačić (Split, 1985. augusztus 4. –) más néven Lille horvát popénekes-színésznő. 2005-ben lett híres, miután második helyezést ért el a Hrvatski Idol második évadában. 2010-ben kiadta bemutatkozó albumát Majčina ljubav címmel.
Bačić számos zenésszel dolgozott együtt, köztük Mladen Grdović-tyal, Alen Vitasović-tyal, Zanamari Laliccal, Saša Matić-tyal és Luka Basival.

## A kezdetek
Lidija 1985. augusztus 4-én született Splitben Két nővére és egy bátyja van. Római katolikus vallásban nevelkedett.
Bačić tízéves korától kezdett fellépni a helyi fesztiválokon és versenyeken. 1997-ben elnyerte első díját a Dječji Fesztiválon Mišo Limić: Zaljubljeni dječak című dalának feldolgozásáért.

## Pályafutása
2000 elején Bačić csatlakozott a Perle csoporthoz. A csapat különböző fesztiválokon játszott, Bačić szólóéneklésével. 2001-ben a „Pokraj bistra izvora” című dallal próbálták képviselni Horvátországot az Eurovíziós Dalfesztiválon amivel a 15. helyet szerezték meg a 20 versenyzőből álló mezőnyben.
Bačić meghallgatásra jelentkezett a Hrvatski Idol második évadában a horvátországi Splitben.
2019 januárjában Bačićot a Dora 2019 nemzeti verseny 16 résztvevőjének egyikeként jelentették be Horvátországban, hogy kiválaszthassák az ország Eurovíziós Dalfesztiváljának nevezését, ahol ő és a „Tek je počelo” című dal a 11. helyen végzett.

## Diszkográfia

### Stúdióalbumok
- Majčina ljubav (2010)
- Daj da noćas poludimo (2011)
- Viski (2015)
- Tijelo kao pjesma (2017)
- Revolucija (2020)
- Flashback (2022)

### Kislemezek
| "Vino rumeno" (Vigorral)                                                                                  |      | 2  |
| "Tek je počelo"                                                                                           | 2019 | 7  |
| "Muške suze"                                                                                              | 2019 | —  |
| "Romeo i Julija" (Joy-jal)                                                                                | 2019 | 17 |
| "Zalazimo k'o sunce"                                                                                      | 2021 | 38 |
| "Najdraže moje"                                                                                           | 2022 | 32 |
| A "-" olyan kiadásokat jelöl, amelyek nem szerepeltek a listán, vagy nem az adott területen jelentek meg. |      |    |

## Filmográfia
- Aleksi (film) Lille néven (2017)
- Ko te šiša (TV) Lilleként (2018)
- Na granici (TV) Lille néven (2018)
- Blago Nama (TV) Lidijaként (2022)

## Fordítás
- Ez a szócikk részben vagy egészben  a   Lidija Bačić című angol Wikipédia-szócikk ezen változatának fordításán alapul.  Az eredeti cikk szerkesztőit annak laptörténete sorolja fel. Ez a jelzés csupán a megfogalmazás eredetét és a szerzői jogokat jelzi, nem szolgál a cikkben szereplő információk forrásmegjelöléseként.